# Erhard O. Müller
Erhard Otto Müller (* 20. März 1955 in Bünde, Westfalen; † 13. Mai 2008 in Riga) war ein deutscher Sozialwissenschaftler, Journalist und Publizist.

## Leben
Müller wuchs auf dem Wittekindshof in Bad Oeynhausen auf und absolvierte nach dem Abitur ein sozialwissenschaftliches Studium in Bielefeld. Seit 1990 lebte er in Berlin. Schon früh wurde er zu einem Gegner autoritärer und faschistischer Tendenzen. Er wurde Gründungsmitglied der Partei Die Grünen. 1990 war E. O. Müller maßgeblich an den Verhandlungen zwischen den westdeutschen Grünen und dem ostdeutschen Bündnis 90 zwecks einer Gemeinsamen Liste zur Bundestagswahl beteiligt. Von 1991 bis 1992 gehörte er dem Gründungssprecherrat der Partei Bündnis 90 an.
Schon in seiner Jugend entwickelte Müller ein ausgeprägtes sprachliches Talent, mit dem er später zahlreiche publizistische Tätigkeiten übernahm.
1990–1998 war er Redakteur des Bündnis 2000, das 1994 in Forum Bürgerbewegung umbenannt wurde. 1994–1998 war er Vorstandsmitglied des Vereins „Haus der Demokratie“ in Berlin, inzwischen umbenannt in „Haus der Demokratie und Menschenrechte“. 1995 bis zu seinem Tode war er Chefredakteur der Zeitschrift Zukünfte (herausgegeben u. a. vom Netzwerk-Zukunft).
Seit 1997 konzipierte, koordinierte und moderierte Müller verschiedene Runde Tische, Netzwerke usw. mit den Themen Agenda 21, Bürgerhaushalt und Zivilgesellschaft. Seit 2004 war Müller Chefredakteur der Zeitschrift für direkte Demokratie (ZfdD) und wurde außerdem 2006–2008 Vorstandsmitglied von Mehr Demokratie, dem Herausgeber der Zeitschrift.
2008 nahm er eine Tätigkeit bei der Stiftung Mitarbeit auf, mit der er bereits durch frühere Projekte verbunden war.
Erhard O. Müller starb am 14. Mai 2008 in Riga. Am Tag zuvor hatte er dort im Rahmen einer Tagung einen Vortrag gehalten.

## Schriften (Auswahl)
- Gott & die Welt. Religion im Zeitalter der Postmoderne oder: Warum wir eine erneute Reformation brauchen, Berlin 2007 (Das 331 eng gedruckte Seiten umfassende Typoskript ist im Archiv für alternatives Schrifttum in Duisburg vorhanden).
- Bürger machen Haushalt : Leitfaden für die Gestaltung eines Bürgerhaushalts in Städten und Gemeinden / Erhard O. Müller. (Stiftung Mitarbeit) Bonn 2006
- Zukunftsforschung und Unternehmen : Praxis, Methoden, Perspektiven / Z_Punkt GmbH, Büro für Zukunftsgestaltung (Hrsg.). Klaus Burmeister ... (Red. Erhard O. Müller. Übers. Jörg Rampacher) Essen 2002